# Talpone
Le talpone, ou talpente ou encore talvente, est l'habillage en paille de seigle ou en genêt qui protégeait le pignon le plus exposé à la pluie des chaumières dans le Nivernais et la Haute-Saône au XIXe siècle.
Par la suite, le talpone a été remplacé par des ardoises et des plaques de fibro-ciment,. 
On trouve aussi la forme « talvente » dans la région d'Anost (Haute-Saône).